# Salvador de Iturbide y Marzán
Salvador de Iturbide y Marzán, prince d'Iturbide, né le 28 septembre 1849 à Mexico et mort le 26 février 1895 à Ajaccio, est un prince mexicain du XIXe siècle, petit-fils de Agustín de Iturbide, premier empereur du Mexique, et de son épouse l'impératrice Ana María, et le second fils adoptif de l'empereur Maximilien et de l'impératrice Charlotte.

## Biographie
Fils unique du prince Salvador María de Iturbide y Huarte (en) (1820-1856),,, il est le petit-fils de l'ex-empereur détrôné du Mexique, Agustín de Iturbide, et de l'impératrice Ana María.
Tout comme son cousin, Agustín de Iturbide y Green, héritier de la dynastie des Iturbide, il a été adopté en 1865 par le second empereur du Mexique, Maximilien, et son épouse l'impératrice Charlotte, fondant ainsi la Maison de Habsbourg-Iturbide.
Exilé avec sa mère adoptive en Belgique, il se rend à la cour de Vienne, où il est reçu par son oncle, l'empereur François-Joseph, qui le loge dans la capitale et lui présente la baronne Gizella Mikos de Tarrodháza (d), qu'il épouse quelques mois plus-tard et avec laquelle il aura une fille, Marie-Josèphe.
Par la suite, il fait le tour des cours européennes avant de s'installer définitivement en France, entre Paris et la Corse.
Il meurt dans sa demeure d'Ajaccio le 26 février 1895 à l'âge de 45 ans.